# 張蔭桓

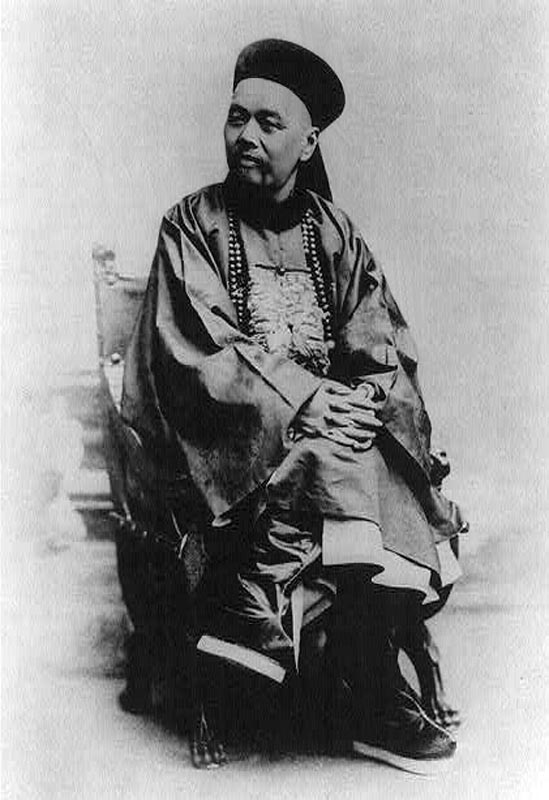
張蔭桓

張蔭桓，GCMG，（1837年—1900年），字皓巒，號樵野，又號紅棉居士，中国清朝官员，廣東南海人。

## 生平
少時應有司試，不授，遂棄科舉事。清穆宗同治初年，隨舅氏李宗岱往濟南，納貲為知縣，旋為山東巡撫閻敬銘、丁寶楨幕僚，經過數次保薦至道員。清德宗光緒年間，張任按察使，後調京賞三品京堂，兩入主掌外交事务的總理各國事務衙門，累遷至戶部左侍郎，賞加尚書銜，先後兼署工、刑、兵、禮、吏部等五部。
光緒十一年（1885年），任驻美國、西班牙、秘魯三國大臣，辦理華工被害各案交涉事宜。不过，据同是光绪年间名臣的文廷式后来在所著的《知过轩随笔》却提到张驻美处理华工时，有收受美方贿赂的问题，所以回中国时根本不敢从旧金山出境。
二十一年（1895年），北洋艦隊在甲午戰爭慘敗後，光緒帝派張蔭桓、湖南巡撫邵友濂為全權大臣赴日本媾和。
二十三年（1897年），出使英、美、法、德、俄諸國。8月12日，以英維多利亞女王登基60週年清帝賀使，獲聖米迦勒及聖喬治爵級大十字勳章（榮譽會員）。
二十四年（1898年）3月，协助李鸿章与俄国签订《旅大租地条约》。俄羅斯檔案稱，俄國行賄李鴻章、張蔭桓各五十萬兩。

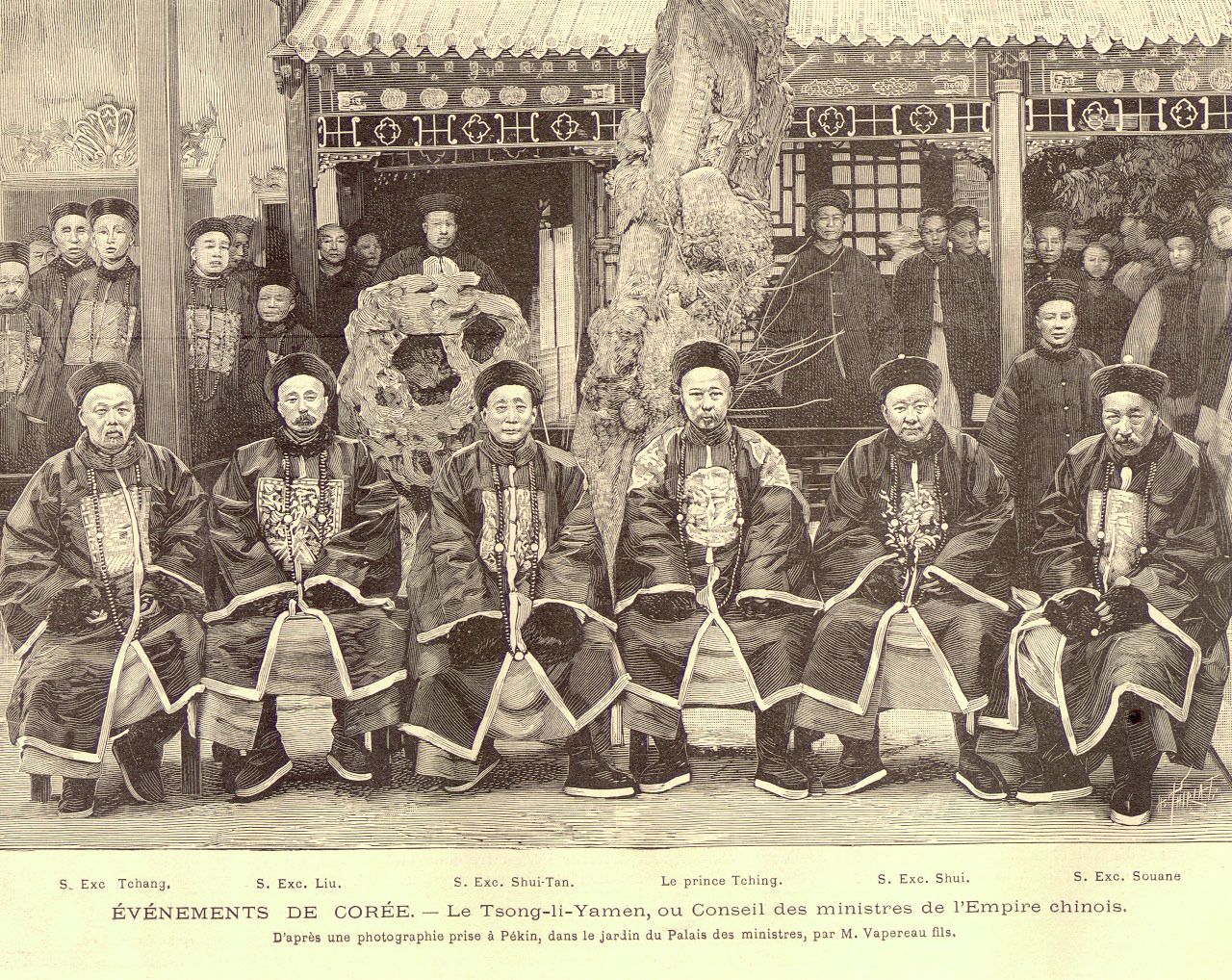
总理衙门大臣合影。右起：孙毓汶、徐用仪、庆亲王奕劻、许庚身、廖寿恒、张荫桓。

张荫桓是京城為數不多的曾經出洋、懂洋务的外交官員，但他得到清德宗的信任和得到外交消息的人。戊戌变法时，调任管理京师矿务、铁路总局，因為支持慈禧默許的戊戌變法，與翁同龢、康有為關係密切，戊戌政變後，张荫桓安排家属返回佛山南海，销毁相關书札、文件，而他則留在锡拉胡同官邸待查。满大臣貽穀參奏其與康有為關系密切，隨後獲罪，因英国公使窦纳乐、日本署使林权助和伊藤博文的關注，李鸿章经荣禄说服了慈禧，張得以保全生命，改判流放新疆。貶戍新疆時，京剧演员秦稚芬一路護送至张家口。张荫桓性格開朗，沿途與接送官員谑称：“老太太跟我开玩笑，差我到关外走一回。” 
光緒二十六年（1900年）庚子拳亂，八国不滿。原出於張蔭桓門下的新疆巡抚饶应祺上奏请求释放张荫桓，处理外交，未准。八國聯軍進入京城之際，把持朝政的端郡王載漪矯旨斬張蔭桓於戍所。二十七年（1901年），兩宮回鑾，太后召見惠潮嘉道吳永時問到張蔭桓，吳永回答：「庚子某月電旨正法。」太后聽聞也感到哀傷。此處為演戲，蓋下旨正法者即為慈禧。張蔭桓貪污之名在外，又捲入康有為謀刺慈禧案，在請英日調停八國聯軍前夕即六百里加急殺之。
慶親王奕劻受李鴻章死前交代，奏准為張蔭桓平反、追復原官銜。
張蔭桓著有《三洲日記》、《鐵畫樓詩續鈔》。在京城居於东城锡拉胡同，為粤商刘学询（赌博業）所有。

## 延伸阅读
[在维基数据编辑]
 《清史稿·卷442》，出自趙爾巽《清史稿》
 在维基共享资源阅览影像